# Liga Nacional de Baloncesto Profesional de México 2025
La Temporada 2025 de la LNBP será la vigésimo sexta edición de la Liga Nacional de Baloncesto Profesional de México, la cual está celebrando su 25 aniversario. La temporada contará con 14 equipos.
Así, la fase regular comenzará el 3 de julio y cerrará el 27 de septiembre. La Copa Value se jugará del 28 al 31 de agosto. La etapa de playoffs se jugará del 2 de octubre al 14 de noviembre, incorporando el play-in del 2 al 6 de octubre, con las semifinales de zona del 9 al 17 de octubre, las finales de zona del 20 al 31 de octubre, y la Gran Final del 3 al 14 de noviembre. La fase de play-in será a ganar 2 de 3 juegos, las semifinales de zona a ganar 3 de 5 juegos y finales de zona así como la Gran Final serán a ganar 4 de 7 juegos.

## Equipos
| Equipo                          | Entrenador             | Ciudad                           | Miembro desde | Pabellón                                 | Capacidad |
| ------------------------------- | ---------------------- | -------------------------------- | ------------- | ---------------------------------------- | --------- |
| Abejas de León                  | Javier Muñoz           | León, Guanajuato                 | 2009-2010     | Domo de la Feria                         | 4,463     |
| Astros de Jalisco               | Iván Déniz             | Guadalajara, Jalisco             | 2019-2020     | Arena Astros                             | 3,509     |
| Correcaminos de la UAT Victoria | Luis García            | Ciudad Victoria, Tamaulipas      | 2000          | Gimnasio Multidisciplinario Victoria     | 2,600     |
| Diablos Rojos del México        | Nicolás Casalánguida   | Ciudad de México                 | 2024          | Gimnasio Olímpico Juan de la Barrera     | 5,242     |
| Dorados de Chihuahua            | Maikel López           | Chihuahua, Chihuahua             | 2000          | Gimnasio Manuel Bernardo Aguirre         | 9,600     |
| El Calor de Cancún              | Pepe Pidal             | Cancún, Quintana Roo             | 2024          | Poliforum Cancún                         | 4,800     |
| Freseros de Irapuato            | Christopher Gutiérrez  | Irapuato, Guanajuato             | 2023          | Inforum Irapuato                         | 3,000     |
| Fuerza Regia de Monterrey       | Pablo García           | Monterrey, Nuevo León            | 2001          | Gimnasio Nuevo León Unido                | 5,000     |
| Gambusinos de Fresnillo         | Enrique Zúñiga         | Fresnillo, Zacatecas             | 2019-2020     | Gimnasio Solidaridad                     | 4,500     |
| Halcones de Xalapa              | Paco Olmos             | Xalapa, Veracruz                 | 2003          | Gimnasio Universitario "Nido del Halcón" | 2,638     |
| Mineros de Zacatecas            | Facundo Müller         | Zacatecas, Zacatecas             | 2017-2018     | Gimnasio Prof. Marcelino González        | 3,458     |
| Panteras de Aguascalientes      | José Antonio Santaella | Aguascalientes, Aguascalientes   | 2003          | Auditorio Hermanos Carreón               | 3,000     |
| Santos del Potosí               | Manolo Cintrón         | San Luis Potosí, San Luis Potosí | 2023          | Auditorio Miguel Barragán                | 3,533     |
| Soles de Mexicali               | Silvio Santander       | Mexicali, Baja California        | 2005          | Auditorio PSF                            | 4,779     |

## Temporada 2025

### Resultados
| Temporada 2025 | Temporada 2025 | Temporada 2025 | Temporada 2025                           | Temporada 2025   | Temporada 2025 |
| Local          | Resultado      | Visitante      | Estadio                                  | Fecha            | Hora           |
| -------------- | -------------- | -------------- | ---------------------------------------- | ---------------- | -------------- |
| Freseros       | 62-82          | Gambusinos     | Inforum Irapuato                         | 3 de julio       | 20:00          |
| Panteras       | 103-105        | Mineros        | Auditorio Hermanos Carreón               | 3 de julio       | 20:30          |
| Soles          | 90-63          | Halcones       | Auditorio PSF                            | 3 de julio       | 21:00          |
| Dorados        | 90-69          | Santos         | Gimnasio Manuel Bernardo Aguirre         | 4 de julio       | 20:00          |
| Correcaminos   | 71-104         | Fuerza Regia   | Gimnasio Multidisciplinario Victoria     | 4 de julio       | 20:00          |
| Freseros       | 82-80          | Gambusinos     | Inforum Irapuato                         | 4 de julio       | 20:00          |
| Panteras       | 87-114         | Mineros        | Auditorio Hermanos Carreón               | 4 de julio       | 20:30          |
| Soles          | 95-83          | Halcones       | Auditorio PSF                            | 4 de julio       | 21:00          |
| Diablos Rojos  | 105-82         | El Calor       | Gimnasio Olímpico Juan de la Barrera     | 5 de julio       | 16:15          |
| Dorados        | 87-85          | Santos         | Gimnasio Manuel Bernardo Aguirre         | 5 de julio       | 18:00          |
| Correcaminos   | 78-98          | Fuerza Regia   | Gimnasio Multidisciplinario Victoria     | 5 de julio       | 19:15          |
| Diablos Rojos  | 95-86          | El Calor       | Gimnasio Olímpico Juan de la Barrera     | 6 de julio       | 16:15          |
| Abejas         | 103-98         | Panteras       | Domo de la Feria                         | 10 de julio      | 20:00          |
| Halcones       | 83-72          | Santos         | Gimnasio Universitario "Nido del Halcón" | 10 de julio      | 20:00          |
| Mineros        | 97-93          | Correcaminos   | Gimnasio Prof. Marcelino González        | 10 de julio      | 20:05          |
| Soles          | 75-71          | Astros         | Auditorio PSF                            | 10 de julio      | 21:00          |
| Gambusinos     | 88-80          | Dorados        | Gimnasio Solidaridad                     | 11 de julio      | 20:00          |
| Abejas         | 97-114         | Panteras       | Domo de la Feria                         | 11 de julio      | 20:00          |
| Halcones       | 73-61          | Santos         | Gimnasio Universitario "Nido del Halcón" | 11 de julio      | 20:00          |
| Mineros        | 86-94          | Correcaminos   | Gimnasio Prof. Marcelino González        | 11 de julio      | 20:05          |
| Fuerza Regia   | 95-74          | El Calor       | Gimnasio Nuevo León Unido                | 12 de julio      | 16:15          |
| Diablos Rojos  | 123-80         | Freseros       | Gimnasio Olímpico Juan de la Barrera     | 12 de julio      | 19:15          |
| Gambusinos     | 64-83          | Dorados        | Gimnasio Solidaridad                     | 12 de julio      | 20:00          |
| Diablos Rojos  | 122-66         | Freseros       | Gimnasio Olímpico Juan de la Barrera     | 13 de julio      | 16:15          |
| Fuerza Regia   | 75-82          | El Calor       | Gimnasio Nuevo León Unido                | 13 de julio      | 16:15          |
| Correcaminos   | 90-69          | Abejas         | Gimnasio Multidisciplinario Victoria     | 17 de julio      | 19:15          |
| El Calor       | 72-81          | Mineros        | Poliforum Benito Juárez                  | 17 de julio      | 19:15          |
| Freseros       | 69-96          | Fuerza Regia   | Inforum Irapuato                         | 17 de julio      | 20:00          |
| Santos         | 100-86         | Gambusinos     | Auditorio Miguel Barragán                | 17 de julio      | 20:00          |
| Panteras       | 93-106         | Soles          | Auditorio Hermanos Carreón               | 17 de julio      | 20:30          |
| Correcaminos   | 86-83          | Abejas         | Gimnasio Multidisciplinario Victoria     | 18 de julio      | 19:15          |
| El Calor       | 69-82          | Mineros        | Poliforum Benito Juárez                  | 18 de julio      | 19:15          |
| Freseros       | 86-82          | Fuerza Regia   | Inforum Irapuato                         | 18 de julio      | 20:00          |
| Santos         | 90-96          | Gambusinos     | Auditorio Miguel Barragán                | 18 de julio      | 20:00          |
| Dorados        | 88-72          | Diablos Rojos  | Gimnasio Manuel Bernardo Aguirre         | 18 de julio      | 20:00          |
| Astros         | 90-72          | Halcones       | Arena Astros                             | 18 de julio      | 20:15          |
| Panteras       | 84-89          | Soles          | Auditorio Hermanos Carreón               | 18 de julio      | 20:30          |
| Dorados        | 90-110         | Diablos Rojos  | Gimnasio Manuel Bernardo Aguirre         | 19 de julio      | 18:00          |
| Astros         | 90-83          | Halcones       | Arena Astros                             | 19 de julio      | 18:15          |
| Abejas         | 66-84          | El Calor       | Domo de la Feria                         | 21 de julio      | 20:00          |
| Abejas         | 87-95          | El Calor       | Domo de la Feria                         | 22 de julio      | 17:00          |
| Soles          | 94-78          | Correcaminos   | Auditorio PSF                            | 22 de julio      | 21:00          |
| Halcones       | 97-74          | Gambusinos     | Gimnasio Universitario "Nido del Halcón" | 23 de julio      | 20:00          |
| Mineros        | 85-86          | Freseros       | Gimnasio Prof. Marcelino González        | 23 de julio      | 20:05          |
| Astros         | 91-64          | Panteras       | Arena Astros                             | 23 de julio      | 20:15          |
| Diablos Rojos  | 97-92          | Santos         | Gimnasio Olímpico Juan de la Barrera     | 23 de julio      | 20:15          |
| Fuerza Regia   | 76-68          | Dorados        | Gimnasio Nuevo León Unido                | 23 de julio      | 20:15          |
| Soles          | 102-74         | Correcaminos   | Auditorio PSF                            | 23 de julio      | 21:00          |
| Halcones       | 86-90          | Gambusinos     | Gimnasio Universitario "Nido del Halcón" | 24 de julio      | 20:00          |
| Mineros        | 102-61         | Freseros       | Gimnasio Prof. Marcelino González        | 24 de julio      | 20:05          |
| Astros         | 84-76          | Panteras       | Arena Astros                             | 24 de julio      | 20:15          |
| Diablos Rojos  | 124-71         | Santos         | Gimnasio Olímpico Juan de la Barrera     | 24 de julio      | 20:15          |
| Fuerza Regia   | 86-87          | Dorados        | Gimnasio Nuevo León Unido                | 24 de julio      | 20:15          |
| Correcaminos   | 80-90          | Astros         | Gimnasio Multidisciplinario Victoria     | 28 de julio      | 19:15          |
| El Calor       | 89-87          | Soles          | Poliforum Benito Juárez                  | 28 de julio      | 19:15          |
| Freseros       | 78-79          | Abejas         | Inforum Irapuato                         | 28 de julio      | 20:00          |
| Dorados        | 79-88          | Mineros        | Gimnasio Manuel Bernardo Aguirre         | 28 de julio      | 20:00          |
| Santos         | 82-103         | Fuerza Regia   | Auditorio Miguel Barragán                | 28 de julio      | 20:00          |
| Gambusinos     | 69-80          | Diablos Rojos  | Gimnasio Solidaridad                     | 28 de julio      | 20:00          |
| Panteras       | 89-80          | Halcones       | Auditorio Hermanos Carreón               | 28 de julio      | 20:30          |
| Correcaminos   | 69-91          | Astros         | Gimnasio Multidisciplinario Victoria     | 29 de julio      | 19:15          |
| El Calor       | 65-86          | Soles          | Poliforum Benito Juárez                  | 29 de julio      | 19:15          |
| Freseros       | 61-78          | Abejas         | Inforum Irapuato                         | 29 de julio      | 20:00          |
| Dorados        | 95-82          | Mineros        | Gimnasio Manuel Bernardo Aguirre         | 29 de julio      | 20:00          |
| Santos         | 82-97          | Fuerza Regia   | Auditorio Miguel Barragán                | 29 de julio      | 20:00          |
| Gambusinos     | 89-79          | Diablos Rojos  | Gimnasio Solidaridad                     | 29 de julio      | 20:00          |
| Panteras       | 91-82          | Halcones       | Auditorio Hermanos Carreón               | 29 de julio      | 20:30          |
| Fuerza Regia   | 97-83          | Gambusinos     | Gimnasio Nuevo León Unido                | 2 de agosto      | 16:15          |
| Mineros        | 89-79          | Santos         | Gimnasio Prof. Marcelino González        | 2 de agosto      | 18:00          |
| Soles          | 78-56          | Freseros       | Auditorio PSF                            | 2 de agosto      | 19:00          |
| Halcones       | 81-72          | Diablos Rojos  | Gimnasio Universitario "Nido del Halcón" | 2 de agosto      | 19:00          |
| Astros         | 94-78          | El Calor       | Arena Astros                             | 2 de agosto      | 19:15          |
| Panteras       | 100-87         | Correcaminos   | Auditorio Hermanos Carreón               | 2 de agosto      | 20:30          |
| Fuerza Regia   | 99-79          | Gambusinos     | Gimnasio Nuevo León Unido                | 3 de agosto      | 16:15          |
| Soles          | 88-67          | Freseros       | Auditorio PSF                            | 3 de agosto      | 17:00          |
| Astros         | 95-85          | El Calor       | Arena Astros                             | 3 de agosto      | 17:15          |
| Mineros        | 84-66          | Santos         | Gimnasio Prof. Marcelino González        | 3 de agosto      | 18:00          |
| Halcones       | 64-93          | Diablos Rojos  | Gimnasio Universitario "Nido del Halcón" | 3 de agosto      | 18:00          |
| Panteras       | 95-73          | Correcaminos   | Auditorio Hermanos Carreón               | 3 de agosto      | 19:00          |
| Abejas         | 69-78          | Dorados        | Domo de la Feria                         | 4 de agosto      | 20:00          |
| Abejas         | 74-83          | Dorados        | Domo de la Feria                         | 5 de agosto      | 20:00          |
| El Calor       | 80-74          | Panteras       | Poliforum Benito Juárez                  | 7 de agosto      | 19:15          |
| Freseros       | 66-82          | Astros         | Inforum Irapuato                         | 7 de agosto      | 20:00          |
| Santos         | 87-91          | Abejas         | Auditorio Miguel Barragán                | 7 de agosto      | 20:00          |
| Correcaminos   | 82-98          | Halcones       | Gimnasio Multidisciplinario Victoria     | 8 de agosto      | 19:15          |
| El Calor       | 96-93          | Panteras       | Poliforum Benito Juárez                  | 8 de agosto      | 19:15          |
| Gambusinos     | 100-104        | Mineros        | Gimnasio Solidaridad                     | 8 de agosto      | 20:00          |
| Freseros       | 82-102         | Astros         | Inforum Irapuato                         | 8 de agosto      | 20:00          |
| Santos         | 90-75          | Abejas         | Auditorio Miguel Barragán                | 8 de agosto      | 20:00          |
| Dorados        | 83-88          | Soles          | Gimnasio Manuel Bernardo Aguirre         | 9 de agosto      | 18:00          |
| Correcaminos   | 88-89          | Halcones       | Gimnasio Multidisciplinario Victoria     | 9 de agosto      | 19:15          |
| Diablos Rojos  | 96-83          | Fuerza Regia   | Gimnasio Olímpico Juan de la Barrera     | 9 de agosto      | 20:00          |
| Gambusinos     | 95-99          | Mineros        | Gimnasio Solidaridad                     | 9 de agosto      | 20:00          |
| Dorados        | 85-76          | Soles          | Gimnasio Manuel Bernardo Aguirre         | 10 de agosto     | 16:00          |
| Diablos Rojos  | 97-91          | Fuerza Regia   | Gimnasio Olímpico Juan de la Barrera     | 10 de agosto     | 19:00          |
| Soles          | 81-78          | Astros         | Auditorio PSF                            | 12 de agosto     | 21:00          |
| Abejas         | 66-77          | Gambusinos     | Domo de la Feria                         | 14 de agosto     | 20:00          |
| Mineros        | 82-64          | Diablos Rojos  | Gimnasio Prof. Marcelino González        | 14 de agosto     | 20:05          |
| Panteras       | 94-66          | Freseros       | Auditorio Hermanos Carreón               | 14 de agosto     | 20:30          |
| Soles          | 86-81          | Santos         | Auditorio PSF                            | 14 de agosto     | 21:00          |
| Correcaminos   | 84-83          | El Calor       | Gimnasio Multidisciplinario Victoria     | 15 de agosto     | 19:15          |
| Abejas         | 94-95          | Gambusinos     | Domo de la Feria                         | 15 de agosto     | 20:00          |
| Mineros        | 85-92          | Diablos Rojos  | Gimnasio Prof. Marcelino González        | 15 de agosto     | 20:05          |
| Astros         | 103-68         | Dorados        | Arena Astros                             | 15 de agosto     | 20:15          |
| Panteras       | 93-89          | Freseros       | Auditorio Hermanos Carreón               | 15 de agosto     | 20:30          |
| Soles          | 87-80          | Santos         | Auditorio PSF                            | 15 de agosto     | 21:00          |
| Halcones       | 96-97          | Fuerza Regia   | Gimnasio Universitario "Nido del Halcón" | 16 de agosto     | 19:00          |
| Correcaminos   | 85-83          | El Calor       | Gimnasio Multidisciplinario Victoria     | 16 de agosto     | 19:15          |
| Astros         | 81-76          | Dorados        | Arena Astros                             | 16 de agosto     | 19:15          |
| Halcones       | 79-98          | Fuerza Regia   | Gimnasio Universitario "Nido del Halcón" | 17 de agosto     | 18:00          |
| El Calor       | -              | Halcones       | Poliforum Benito Juárez                  | 21 de agosto     | 19:15          |
| Freseros       | -              | Correcaminos   | Inforum Irapuato                         | 21 de agosto     | 20:00          |
| Santos         | -              | Astros         | Auditorio Miguel Barragán                | 21 de agosto     | 20:00          |
| Gambusinos     | -              | Soles          | Gimnasio Solidaridad                     | 21 de agosto     | 20:00          |
| El Calor       | -              | Halcones       | Poliforum Benito Juárez                  | 22 de agosto     | 19:15          |
| Freseros       | vs.            | Correcaminos   | Inforum Irapuato                         | 22 de agosto     | 20:00          |
| Santos         | -              | Astros         | Auditorio Miguel Barragán                | 22 de agosto     | 20:00          |
| Gambusinos     | vs.            | Soles          | Gimnasio Solidaridad                     | 22 de agosto     | 20:00          |
| Dorados        | vs.            | Panteras       | Gimnasio Manuel Bernardo Aguirre         | 22 de agosto     | 20:00          |
| Diablos Rojos  | vs.            | Abejas         | Gimnasio Olímpico Juan de la Barrera     | 23 de agosto     | 16:15          |
| Fuerza Regia   | vs.            | Mineros        | Gimnasio Nuevo León Unido                | 23 de agosto     | 16:15          |
| Dorados        | vs.            | Panteras       | Gimnasio Manuel Bernardo Aguirre         | 23 de agosto     | 18:00          |
| Diablos Rojos  | vs.            | Abejas         | Gimnasio Olímpico Juan de la Barrera     | 24 de agosto     | 16:15          |
| Fuerza Regia   | vs.            | Mineros        | Gimnasio Nuevo León Unido                | 24 de agosto     | 16:15          |
| Astros         | vs.            | Abejas         | Arena Astros                             | 26 de agosto     | 20:15          |
| Astros         | vs.            | Abejas         | Arena Astros                             | 27 de agosto     | 20:15          |
| Correcaminos   | vs.            | Dorados        | Gimnasio Multidisciplinario Victoria     | 3 de septiembre  | 19:15          |
| El Calor       | vs.            | Freseros       | Poliforum Benito Juárez                  | 3 de septiembre  | 19:15          |
| Abejas         | vs.            | Fuerza Regia   | Domo de la Feria                         | 3 de septiembre  | 20:00          |
| Halcones       | vs.            | Mineros        | Gimnasio Universitario "Nido del Halcón" | 3 de septiembre  | 20:00          |
| Astros         | vs.            | Gambusinos     | Arena Astros                             | 3 de septiembre  | 20:15          |
| Panteras       | vs.            | Santos         | Auditorio Hermanos Carreón               | 3 de septiembre  | 20:30          |
| Soles          | vs.            | Diablos Rojos  | Auditorio PSF                            | 3 de septiembre  | 21:00          |
| Correcaminos   | vs.            | Dorados        | Gimnasio Multidisciplinario Victoria     | 4 de septiembre  | 19:15          |
| El Calor       | vs.            | Freseros       | Poliforum Benito Juárez                  | 4 de septiembre  | 19:15          |
| Abejas         | vs.            | Fuerza Regia   | Domo de la Feria                         | 4 de septiembre  | 20:00          |
| Halcones       | vs.            | Mineros        | Gimnasio Universitario "Nido del Halcón" | 4 de septiembre  | 20:00          |
| Astros         | vs.            | Gambusinos     | Arena Astros                             | 4 de septiembre  | 20:15          |
| Panteras       | vs.            | Santos         | Auditorio Hermanos Carreón               | 4 de septiembre  | 20:30          |
| Soles          | vs.            | Diablos Rojos  | Auditorio PSF                            | 4 de septiembre  | 21:00          |
| Freseros       | vs.            | Halcones       | Inforum Irapuato                         | 8 de septiembre  | 20:00          |
| Dorados        | vs.            | El Calor       | Gimnasio Manuel Bernardo Aguirre         | 8 de septiembre  | 20:00          |
| Santos         | vs.            | Correcaminos   | Auditorio Miguel Barragán                | 8 de septiembre  | 20:00          |
| Gambusinos     | vs.            | Panteras       | Gimnasio Solidaridad                     | 8 de septiembre  | 20:00          |
| Mineros        | vs.            | Abejas         | Gimnasio Prof. Marcelino González        | 8 de septiembre  | 20:05          |
| Diablos Rojos  | vs.            | Astros         | Gimnasio Olímpico Juan de la Barrera     | 8 de septiembre  | 20:15          |
| Fuerza Regia   | vs.            | Soles          | Gimnasio Nuevo León Unido                | 8 de septiembre  | 20:15          |
| Freseros       | vs.            | Halcones       | Inforum Irapuato                         | 9 de septiembre  | 20:00          |
| Dorados        | vs.            | El Calor       | Gimnasio Manuel Bernardo Aguirre         | 9 de septiembre  | 20:00          |
| Santos         | vs.            | Correcaminos   | Auditorio Miguel Barragán                | 9 de septiembre  | 20:00          |
| Gambusinos     | vs.            | Panteras       | Gimnasio Solidaridad                     | 9 de septiembre  | 20:00          |
| Mineros        | vs.            | Abejas         | Gimnasio Prof. Marcelino González        | 9 de septiembre  | 20:05          |
| Diablos Rojos  | vs.            | Astros         | Gimnasio Olímpico Juan de la Barrera     | 9 de septiembre  | 20:15          |
| Fuerza Regia   | vs.            | Soles          | Gimnasio Nuevo León Unido                | 9 de septiembre  | 20:15          |
| Astros         | vs.            | Fuerza Regia   | Arena Astros                             | 13 de septiembre | 18:15          |
| Soles          | vs.            | Mineros        | Auditorio PSF                            | 13 de septiembre | 19:00          |
| Halcones       | vs.            | Abejas         | Gimnasio Universitario "Nido del Halcón" | 13 de septiembre | 19:00          |
| Correcaminos   | vs.            | Gambusinos     | Gimnasio Multidisciplinario Victoria     | 13 de septiembre | 19:15          |
| El Calor       | vs.            | Santos         | Poliforum Benito Juárez                  | 13 de septiembre | 19:15          |
| Freseros       | vs.            | Dorados        | Inforum Irapuato                         | 13 de septiembre | 20:00          |
| Panteras       | vs.            | Diablos Rojos  | Auditorio Hermanos Carreón               | 13 de septiembre | 20:30          |
| El Calor       | vs.            | Santos         | Poliforum Benito Juárez                  | 14 de septiembre | 16:15          |
| Soles          | vs.            | Mineros        | Auditorio PSF                            | 14 de septiembre | 17:00          |
| Astros         | vs.            | Fuerza Regia   | Arena Astros                             | 14 de septiembre | 17:15          |
| Freseros       | vs.            | Dorados        | Inforum Irapuato                         | 14 de septiembre | 18:00          |
| Halcones       | vs.            | Abejas         | Gimnasio Universitario "Nido del Halcón" | 14 de septiembre | 18:00          |
| Correcaminos   | vs.            | Gambusinos     | Gimnasio Multidisciplinario Victoria     | 14 de septiembre | 18:15          |
| Panteras       | vs.            | Diablos Rojos  | Auditorio Hermanos Carreón               | 14 de septiembre | 19:00          |
| Abejas         | vs.            | Soles          | Domo de la Feria                         | 17 de septiembre | 20:00          |
| Abejas         | vs.            | Soles          | Domo de la Feria                         | 18 de septiembre | 17:00          |
| Santos         | vs.            | Freseros       | Auditorio Miguel Barragán                | 18 de septiembre | 20:00          |
| Mineros        | vs.            | Astros         | Gimnasio Prof. Marcelino González        | 18 de septiembre | 20:05          |
| Dorados        | vs.            | Halcones       | Gimnasio Manuel Bernardo Aguirre         | 19 de septiembre | 20:00          |
| Gambusinos     | vs.            | El Calor       | Gimnasio Solidaridad                     | 19 de septiembre | 20:00          |
| Santos         | vs.            | Freseros       | Auditorio Miguel Barragán                | 19 de septiembre | 20:00          |
| Mineros        | vs.            | Astros         | Gimnasio Prof. Marcelino González        | 19 de septiembre | 20:05          |
| Diablos Rojos  | vs.            | Correcaminos   | Gimnasio Olímpico Juan de la Barrera     | 19 de septiembre | 20:15          |
| Fuerza Regia   | vs.            | Panteras       | Gimnasio Nuevo León Unido                | 20 de septiembre | 16:15          |
| Diablos Rojos  | vs.            | Correcaminos   | Gimnasio Olímpico Juan de la Barrera     | 20 de septiembre | 16:15          |
| Dorados        | vs.            | Halcones       | Gimnasio Manuel Bernardo Aguirre         | 20 de septiembre | 18:00          |
| Gambusinos     | vs.            | El Calor       | Gimnasio Solidaridad                     | 20 de septiembre | 20:00          |
| Fuerza Regia   | vs.            | Panteras       | Gimnasio Nuevo León Unido                | 21 de septiembre | 16:15          |
| El Calor       | vs.            | Diablos Rojos  | Poliforum Benito Juárez                  | 26 de septiembre | 19:15          |
| Santos         | vs.            | Dorados        | Auditorio Miguel Barragán                | 26 de septiembre | 20:00          |
| Gambusinos     | vs.            | Freseros       | Gimnasio Solidaridad                     | 26 de septiembre | 20:00          |
| Abejas         | vs.            | Astros         | Domo de la Feria                         | 26 de septiembre | 20:00          |
| Halcones       | vs.            | Soles          | Gimnasio Universitario "Nido del Halcón" | 26 de septiembre | 20:00          |
| Mineros        | vs.            | Panteras       | Gimnasio Prof. Marcelino González        | 26 de septiembre | 20:05          |
| Fuerza Regia   | vs.            | Correcaminos   | Gimnasio Nuevo León Unido                | 26 de septiembre | 20:15          |
| Fuerza Regia   | vs.            | Correcaminos   | Gimnasio Nuevo León Unido                | 27 de septiembre | 16:15          |
| Santos         | vs.            | Dorados        | Auditorio Miguel Barragán                | 27 de septiembre | 19:00          |
| El Calor       | vs.            | Diablos Rojos  | Poliforum Benito Juárez                  | 27 de septiembre | 20:00          |
| Gambusinos     | vs.            | Freseros       | Gimnasio Solidaridad                     | 27 de septiembre | 20:00          |
| Abejas         | vs.            | Astros         | Domo de la Feria                         | 27 de septiembre | 20:00          |
| Halcones       | vs.            | Soles          | Gimnasio Universitario "Nido del Halcón" | 27 de septiembre | 20:00          |
| Mineros        | vs.            | Panteras       | Gimnasio Prof. Marcelino González        | 27 de septiembre | 20:00          |

Fuente: Calendario LIGA SÍSNova LNBP 2025

### Clasificación
|                                              | Equipo                          | JJ | JG | JP | PF   | PC   | Dif. | Ptos. |
| -------------------------------------------- | ------------------------------- | -- | -- | -- | ---- | ---- | ---- | ----- |
| 1                                            | Soles de Mexicali               | 16 | 14 | 2  | 1408 | 1230 | 178  | 30    |
| 2                                            | Mineros de Zacatecas            | 16 | 12 | 4  | 1465 | 1335 | 130  | 28    |
| 3                                            | Diablos Rojos del México        | 16 | 12 | 4  | 1521 | 1299 | 222  | 28    |
| 4                                            | Fuerza Regia de Monterrey       | 16 | 11 | 5  | 1477 | 1309 | 168  | 27    |
| 5                                            | Astros de Jalisco               | 14 | 12 | 2  | 1242 | 1055 | 187  | 26    |
| 6                                            | Dorados de Chihuahua            | 16 | 9  | 7  | 1320 | 1311 | 9    | 25    |
| 7                                            | Panteras de Aguascalientes      | 16 | 7  | 9  | 1448 | 1442 | 6    | 23    |
| 8                                            | Gambusinos de Fresnillo         | 16 | 7  | 9  | 1347 | 1398 | -51  | 23    |
| 9                                            | Halcones de Xalapa              | 16 | 6  | 10 | 1309 | 1372 | -63  | 22    |
| 10                                           | El Calor de Cancún              | 16 | 6  | 10 | 1303 | 1384 | -81  | 22    |
| 11                                           | Correcaminos de la UAT Victoria | 16 | 5  | 11 | 1312 | 1462 | -150 | 21    |
| 12                                           | Freseros de Irapuato            | 16 | 3  | 13 | 1157 | 1466 | -309 | 19    |
| 13                                           | Santos del Potosí               | 16 | 2  | 14 | 1287 | 1448 | -161 | 18    |
| 14                                           | Abejas de León                  | 14 | 4  | 10 | 1131 | 1216 | -85  | 18    |
| Fuente: Tabla de Posiciones LNBP             |                                 |    |    |    |      |      |      |       |
| Fecha de actualización: 17 de agosto de 2025 |                                 |    |    |    |      |      |      |       |

- Clasificados a Playoffs.
- Clasificados a Play-in.

### Copa Value
Participarán los ocho primeros equipos mejor clasificados hasta la jornada 8.
|  | Cuartos de final  | Cuartos de final  | Cuartos de final  |  |  | Semifinales  | Semifinales  | Semifinales  |  |  | Final        | Final        | Final        |  |
|  | 28 - 29 de agosto | 28 - 29 de agosto | 28 - 29 de agosto |  |  | 30 de agosto | 30 de agosto | 30 de agosto |  |  | 31 de agosto | 31 de agosto | 31 de agosto |  |
|  |                   |                   |                   |  |  |              |              |              |  |  |              |              |              |  |
|  |                   |                   |                   |  |  |              |              |              |  |  |              |              |              |  |
|  | 1                 | Astros            |                   |  |  |              |              |              |  |  |              |              |              |  |
|  | 1                 | Astros            |                   |  |  |              |              |              |  |  |              |              |              |  |
|  | 8                 | Gambusinos        |                   |  |  |              |              |              |  |  |              |              |              |  |
|  | 8                 | Gambusinos        |                   |  |  |              |              |              |  |  |              |              |              |  |
|  |                   |                   |                   |  |  |              |              |              |  |  |              |              |              |  |
|  |                   |                   |                   |  |  |              |              |              |  |  |              |              |              |  |
|  | 4                 | Diablos Rojos     |                   |  |  |              |              |              |  |  |              |              |              |  |
|  | 4                 | Diablos Rojos     |                   |  |  |              |              |              |  |  |              |              |              |  |
|  | 5                 | Fuerza Regia      |                   |  |  |              |              |              |  |  |              |              |              |  |
|  | 5                 | Fuerza Regia      |                   |  |  |              |              |              |  |  |              |              |              |  |
|  |                   |                   |                   |  |  |              |              |              |  |  |              |              |              |  |
|  |                   |                   |                   |  |  |              |              |              |  |  |              |              |              |  |
|  | 2                 | Soles             |                   |  |  |              |              |              |  |  |              |              |              |  |
|  | 2                 | Soles             |                   |  |  |              |              |              |  |  |              |              |              |  |
|  | 7                 | Panteras          |                   |  |  |              |              |              |  |  |              |              |              |  |
|  | 7                 | Panteras          |                   |  |  |              |              |              |  |  |              |              |              |  |
|  |                   |                   |                   |  |  |              |              |              |  |  |              |              |              |  |
|  |                   |                   |                   |  |  |              |              |              |  |  |              |              |              |  |
|  | 3                 | Mineros           |                   |  |  |              |              |              |  |  |              |              |              |  |
|  | 3                 | Mineros           |                   |  |  |              |              |              |  |  |              |              |              |  |
|  | 6                 | Dorados           |                   |  |  |              |              |              |  |  |              |              |              |  |
|  | 6                 | Dorados           |                   |  |  |              |              |              |  |  |              |              |              |  |
|  |                   |                   |                   |  |  |              |              |              |  |  |              |              |              |  |

#### Cuartos de final
| 28 de agosto | Soles de Mexicali     | vs.                   | Panteras de Aguascalientes | Guadalajara            |
| 18:00        | Parciales: -, -, -, - | Parciales: -, -, -, - | Parciales: -, -, -, -      |                        |
|              |                       |                       |                            | Pabellón: Arena Astros |

| 28 de agosto | Astros de Jalisco     | vs.                   | Gambusinos de Fresnillo | Guadalajara            |
| 20:30        | Parciales: -, -, -, - | Parciales: -, -, -, - | Parciales: -, -, -, -   |                        |
|              |                       |                       |                         | Pabellón: Arena Astros |

| 29 de agosto | Mineros de Zacatecas  | vs.                   | Dorados de Chihuahua  | Guadalajara            |
| 18:00        | Parciales: -, -, -, - | Parciales: -, -, -, - | Parciales: -, -, -, - |                        |
|              |                       |                       |                       | Pabellón: Arena Astros |

| 29 de agosto | Diablos Rojos del México | vs.                   | Fuerza Regia de Monterrey | Guadalajara            |
| 20:30        | Parciales: -, -, -, -    | Parciales: -, -, -, - | Parciales: -, -, -, -     |                        |
|              |                          |                       |                           | Pabellón: Arena Astros |

#### Semifinales
| 30 de agosto |                       | vs.                   |                       | Guadalajara            |
| 18:00        | Parciales: -, -, -, - | Parciales: -, -, -, - | Parciales: -, -, -, - |                        |
|              |                       |                       |                       | Pabellón: Arena Astros |

| 30 de agosto |                       | vs.                   |                       | Guadalajara            |
| 20:30        | Parciales: -, -, -, - | Parciales: -, -, -, - | Parciales: -, -, -, - |                        |
|              |                       |                       |                       | Pabellón: Arena Astros |

#### Finales
| 31 de agosto |                       | vs.                   |                       | Guadalajara            |
| 17:00        | Parciales: -, -, -, - | Parciales: -, -, -, - | Parciales: -, -, -, - |                        |
|              |                       |                       |                       | Pabellón: Arena Astros |

### Líderes
- Actualizado al 17 de agosto de 2025.[2]

#### Puntos
| Jugador           | Equipo     | Promedio |
| ----------------- | ---------- | -------- |
| Ángel Matías      | Santos     | 22.0     |
| Lance Jones       | El Calor   | 19.0     |
| Luismal Ferreiras | Santos     | 18.5     |
| Bryon Allen       | Gambusinos | 17.5     |

 =  Cuenta con nacionalidad mexicana. 

#### Rebotes
| Jugador           | Equipo       | Promedio |
| ----------------- | ------------ | -------- |
| Luismal Ferreiras | Santos       | 10.5     |
| Branden Dawson    | Correcaminos | 10.5     |
| Makhi Mitchell    | Abejas       | 10.5     |
| Serigne Barro     | Panteras     | 10.1     |

 =  Cuenta con nacionalidad mexicana. 

#### Asistencias
| Jugador          | Equipo   | Promedio |
| ---------------- | -------- | -------- |
| Joshua Webster   | Soles    | 7.5      |
| Donell Cooper II | Astros   | 6.0      |
| Jaron Martin     | Panteras | 6.0      |
| Brandon Boyd     | Freseros | 5.6      |

 =  Cuenta con nacionalidad mexicana. 

#### Robos
| Jugador             | Equipo   | Promedio |
| ------------------- | -------- | -------- |
| Rigoberto Mendoza   | Astros   | 2.1      |
| Karim Rodríguez     | Astros   | 2.0      |
| Fernando Zurbriggen | Halcones | 2.0      |
| Paul Stoll          | Halcones | 1.9      |

 =  Cuenta con nacionalidad mexicana. 

#### Bloqueos
| Jugador         | Equipo   | Promedio |
| --------------- | -------- | -------- |
| Makhi Mitchell  | Abejas   | 3.0      |
| Karim Rodríguez | Astros   | 2.0      |
| Victor Iwuakor  | Panteras | 1.8      |
| Joshua Nurse    | Santos   | 1.5      |

 =  Cuenta con nacionalidad mexicana. 

#### Jugadores de la jornada
| Jornada               | Equipo Ideal |
| --------------------- | --- |
| 1 (3 al 6 de julio)   | Dexter McClanahan (Mineros) Michael Myers (Dorados) Daishon Smith (Diablos Rojos) Connor Zinaich (Soles) Avry Holmes (Fuerza Regia)           |
| 2 (10 al 13 de julio) | Joseph Soto (Abejas) Martín Fernández (El Calor) Alphonso Anderson (Diablos Rojos) Thaddus McFadden (Halcones) Gabriel Vázquez (Correcaminos) |
| 3 (17 al 19 de julio) | Romeao Ferguson (Mineros) Elijah Clarance (Dorados) Moisés Andriassi (Astros) Donald Sims (Soles) Vander Blue II (Correcaminos)               |
| 4 (21 al 24 de julio) | Kwame Vaughn (Gambusinos) Kenneth Hasbrouck (Dorados) Rigoberto Mendoza (Astros) Connor Zinaich (Soles) Michael Carrera (Diablos Rojos)       |
| 5 (28 al 29 de julio) | Joseph Soto (Abejas) Elijah Clarance (Dorados) Moisés Andriassi (Astros) Erik Thomas (Panteras) Lewis Sullivan (Fuerza Regia)                 |
| 6 (2 al 5 de agosto)  | Mirza Bulić (Mineros) Tyren Johnson (Dorados) Karim Rodríguez (Astros) Daishon Smith (Diablos Rojos) Brandon Paul (Fuerza Regia)              |
| 7 (7 al 10 de agosto) | Kenneth Horton (Mineros) Max Landis (El Calor) Armani Chaney (Astros) Alphonso Anderson (Diablos Rojos) Justin Bibbs (Halcones)               |

 =  Cuenta con nacionalidad mexicana.

##### Mexicanos destacados
| Jornada               | Equipo Ideal |
| --------------------- | --- |
| 1 (3 al 6 de julio)   | Alberto Cruz (Diablos Rojos) Juan Contreras (Abejas) Karim Scott Rodríguez (Astros) Gabriel Vázquez (Correcaminos) Gabriel Girón (Halcones)        |
| 2 (10 al 13 de julio) | Alberto Cruz (Diablos Rojos) Carlos Zesati (Gambusinos) Bryan Rivera (Mineros) Daniel Trasviña (Correcaminos) Eduardo Girón (Fuerza Regia)         |
| 3 (17 al 19 de julio) | Gael Bonilla (Diablos Rojos) Alberto Castro (Abejas) Moisés Andriassi (Astros) Daniel Trasviña (Correcaminos) Gabriel Girón (Halcones)             |
| 4 (21 al 24 de julio) | Alberto Cruz (Diablos Rojos) Juan Contreras (Abejas) Moisés Andriassi (Astros) Gabriel Vázquez (Correcaminos) Eduardo Mendoza (Soles)              |
| 5 (28 al 29 de julio) | Alberto Cruz (Diablos Rojos) Daniel Soto (Abejas) Moisés Andriassi (Astros) Gabriel Vázquez (Correcaminos) Diego Willis (Astros)                   |
| 6 (2 al 5 de agosto)  | Alberto Cruz (Diablos Rojos) Daniel Trasviña (Correcaminos) Karim Scott Rodríguez (Astros) Gabriel Vázquez (Correcaminos) Gabriel Girón (Halcones) |
| 7 (7 al 10 de agosto) | Iván Montano (Fuerza Regia) Juan Contreras (Abejas) José Estrada (Dorados) Carlos Zesati (Gambusinos) Víctor Álvarez (Soles)                       |

 =  Cuenta con nacionalidad mexicana.